# Igreja (São Miguel)
Igreja es una localidad caboverdiana del municipio de São Miguel.

## Geografía
La localidad está situada en la isla Santiago.

## Organización territorial
La localidad abarca los lugares y barrios de:
- Achadinha
- Chiqueiro Velho
- Fundo
- Limão
- Mato
- Pé de Rocha
- Pé Larga